# آرون ديسميوك
آرون ديسميوك (بالإنجليزية: Aaron Dismuke) (اسمه الكامل آرون ميتشل ديسميوك وبالإنجليزية: Aaron Mitchell Dismuke) هو مؤدي أصوات أمريكي ولد في 13 أكتوبر 1992 في مقاطعة تارانت، تكساس.

## أدواره في الأنمي

### مسلسلات أنمي تلفزيونية
- الخيميائي الفولاذي - ألفونس إلريك
- الخيميائي الفولاذي: فل متل ألكمست - الخادم رقم 23 فان هوينهايم (أيام الشباب)
- ون بيس - رورونوا زورو (أيام الطفولة)
- يو يو هاكوشو - شورا
- تسوباسا كرونيكل - نوكورو
- بليد: الثالوث - إيون فورتونا
- موشيشي - يوكي (السمك وحيد العين)، غينكو (أيام الطفولة)
- نادي مضيفي ثانوية أوران - ياسوتشيكا هانينوزوكا
- دي جرايمان - نارين
- فروتس باسكت - هيرو سوما
- سبيد غرافر - تشوجي سويتنغو (أيام الطفولة)
- بلاك كات - ليون إليوت
- أوكيكو فوريكابوتيه - يوتو ساكايغوتشي
- لاينباريل الحديدي - إيزُنا إندو
- شيكاباني هيمي: أكا - أوري كاغامي
- برج درواغا 〜the Sword of URUK〜 - ناكيا
- ناباري نو أو - هيو
- لاست إكسايل: فام ذات الأجنحة الفضية - يوهان
- ليفل E - نومورا
- ديدمان وندرلاند - يو تاكامي
- شاكوغان نو شانا III(Final) - أوروباس
- فايري تايل - هيبيكي ليتيس

### أفلام أنمي
- الخيميائي الفولاذي: المسيطر على شامبالا - ألفونس إلريك

## وصلات خارجية
- آرون ديسميوك على موقع IMDb (الإنجليزية)
- آرون ديسميوك على موقع قاعدة بيانات الفيلم (الإنجليزية)
- آرون ديسميوك على موقع ANN person (الإنجليزية)